# Iricsina
Iricsina (auch: Irijcina) ist eine Ortschaft im Departamento Potosí im südamerikanischen Andenstaat Bolivien.

## Lage im Nahraum
Iricsina liegt in der Provinz Nor Chichas und ist der drittgrößte Ort im Cantón Cotagaita im Municipio Cotagaita. Iricsina liegt auf einer Höhe von 2713 m an beiden Ufern des Río Cotagaita, einem Zufluss zum Río Pilcomayo, der über den Río Paraguay und den Río de la Plata zum Atlantischen Ozean hin entwässert.

## Geographie
Iricsina liegt im südlichen Teil der kargen Hochebene des bolivianischen Altiplano. Das Klima ist wegen der Binnenlage kühl und trocken und durch ein typisches Tageszeitenklima gekennzeichnet, bei dem die Temperaturschwankungen zwischen Tag und Nacht in der Regel deutlich größer sind als die jahreszeitlichen Schwankungen.
Die Jahresdurchschnittstemperatur liegt bei 15 °C (siehe Klimadiagramm Cotagaita) und schwankt nur unwesentlich zwischen 11 °C im Juni/Juli und 18 °C im Dezember und Januar. Der Jahresniederschlag beträgt nur etwa 300 mm, mit einer stark ausgeprägten Trockenzeit von April bis Oktober mit Monatsniederschlägen unter 10 mm, und einer Feuchtezeit von Dezember bis Februar mit 70–80 mm Monatsniederschlag.

## Verkehrsnetz
Iricsina liegt in einer Entfernung von 255 Straßenkilometer südlich von Potosí, der Hauptstadt des Departamentos.
Von Potosí aus führt die asphaltierte Nationalstraße Ruta 1, die vom Titicacasee aus in südöstlicher Richtung bis zur argentinischen Grenze führt, über 37 Kilometer nach Cuchu Ingenio. Von dort aus zweigt die Ruta 7 in südlicher Richtung ab und erreicht über Vitichi und Tumusla nach 203 Kilometern Cotagaita. Die Ruta 7 überquert dann auf einer Brücke den Río Cotagaita, und dort am Nordrand der Ortschaft Llajta Chimpa zweigt eine Nebenstraße in westlicher Richtung von der Ruta 7 ab, verläuft auf der südwestlichen, rechten Flussseite des Río Cotagaita und erreicht Iricsina nach zwölf Kilometern.

## Bevölkerung
Die Einwohnerzahl der Ortschaft ist in dem Jahrzehnt zwischen den beiden letzten Volkszählungen auf mehr als das Fünffache angestiegen:
| Jahr | Einwohner         | Quelle       |
| ---- | ----------------- | ------------ |
| 1992 | keine Detaildaten | Volkszählung |
| 2001 | 119               | Volkszählung |
| 2012 | 668               | Volkszählung |
| 2024 |                   | Volkszählung |

Die Bevölkerung der Region gehört vor allem dem indigenen Volk der Quechua an, 96,1 Prozent der Einwohner im Municipio Cotagaita sprechen Quechua.